# Свети Николай (Стъргел)
„Свети Николай Мирликийски Чудотворец“ или „Свети Никола“ е възрожденска българска православна църква в софийското село Стъргел. Част е от Софийската епархия на Българската православна църква.

## История
Църквата е изписана от братята Яков и Исая Мажовски в 1881 година. Надписът на царските двери гласи: „Съождивението на г. Ристо Ценко ѿ село Горно Камарци за тѣлесъное здравѣ со домъ и чадомъ и за памѧтъ своей мати Стоѧка, 1881 ноемвриѧ 5 из рȢки зографи Йѧкова со смирени брата Исака Радеви изъ диборска держава отъ село Лазарополе.“